# 张凌峰
张凌峰（1997年2月28日—），是一名中国足球运动员，目前效力于中甲球队苏州东吴。

## 俱乐部生涯
2011至2016年间，张凌峰参加中国足球协会的500.com明星计划及加入葡萄牙体育的青年学院。
张凌峰于2018年2月28日转入中超球队江苏苏宁。他于2018年3月4日在该赛季的首场联赛中首次亮相，对手为贵州恒丰，以3-1取胜。